# Lunga navigazione aerea
La ricompensa militare per lunga navigazione aerea fu istituita in Italia nel 1926 e con alcune modifiche, è conferita ancora oggi allo scopo di attestare il compimento di venti, quindici e dieci anni di servizio aeronavigante.

## Medaglia militare aeronautica
La medaglia militare aeronautica fu istituita nel Regno d'Italia con regio decreto 9 luglio 1926, n. 1376 allo scopo di accordare uno speciale distintivo onorifico ai militari della Regia aeronautica e degli altri corpi armati dello Stato che avevano obbligo di volo e che si rendevano benemeriti per il lungo esercizio di volo.
La medaglia poteva essere di I grado (d'oro), di II grado (d'argento) o di III grado (di bronzo).
Con il regio decreto 31 agosto 1928, n. 2098 la norma istitutiva fu abrogata e la medaglia sostituita dalla medaglia militare aeronautica di lunga navigazione aerea concedibile per premiare l'anzianità di servizio ma non ad honorem o ad memoriam.

### Criteri di eleggibilità
La medaglia era conferita dal Ministero dell'aeronautica ai militari di qualunque grado, muniti di brevetto militare aeronautico, che avevano compiuto 25 anni per la medaglia di I grado, 15 anni per la medaglia di II grado, 10 anni per la medaglia di III grado, in servizio aeronavigante presso reparti militari o comandi aeronautici.
Veniva considerato come servizio utile :
- il tempo trascorso in degenza, in convalescenza ed in aspettativa per ferito o lesioni riportate o per infermità contratte per causa di servizio aeronavigante;
- il tempo trascorso in prigionia, in seguito ad operazioni aeree o di polizia coloniale.

La medaglia era inoltre conferita ai militari divenuti permanentemente inabili al volo, mutilati o deceduti in seguito a servizio aeronavigante.
La medaglia di grado superiore sostituiva quella di grado inferiore.

#### Decreto ministeriale 7 settembre 1926
I criteri di eleggibilità e le modalità di concessione furono precisati in maniera dettagliata con Decreto ministeriale del 7 settembre 1926.
Come previsto dal provvedimento istitutivo, si stabilì tra le altre cose che nel computo del servizio utile agli effetti della concessione, il tempo trascorso in guerra presso i reparti o comandi aeronautici mobilitati dal 24 maggio 1915 al 4 novembre 1918 sarebbe stato valutato con doppio valore mentre sarebbe stato valutato con valore intero più un mezzo il tempo trascorso:
- durante detto periodo di guerra, presso i campi scuola di aviazione, con la regolare nomina e le funzioni di pilota istruttore di volo;
- in servizio presso i distaccamenti coloniali di aeronautica.

Poteva essere conferita ad memoriam ai militari brevettati deceduti in seguito ad incidente di volo e ad honorem ai militari brevettati divenuti permanentemente inabili al volo in seguito ad incidenti di volo, all'atto del decesso o della inabilità, prescindendo dalla durata del servizio aeronautico da essi prestato, la Medaglia militare aeronautica di III grado se non era compiuto il tempo utile per maturarne il diritto, oppure quella del grado immediatamente superiore a quella eventualmente già posseduta.
La medaglia poteva essere conferita ad honorem o ad memoriam, con gli stessi criteri, anche ai militari di qualunque corpo armato dello Stato aventi l'obbligo del volo, anche se non muniti di brevetto militare aeronautico, mutilati o deceduti per cause di servizio aeronavigante.

### Insegne
La medaglia consiste in un disco d'oro, d'argento o di bronzo, del diametro di 33 mm., che reca:
sul rectol'effigie del re e la scritta «VITTORIO EMANUELE III RE D'ITALIA» all'ingiro;
sul versoall'ingiro la scritta «MEDAGLIA MILITARE AERONAUTICA» ed una corona d'alloro, nella parte superiore del campo un'aquila coronata ad ali spiegate.
Il nastro è di seta, color celeste chiaro e reca al centro un'aquila coronata, rispettivamente d'oro, d'argento o di bronzo.

## Medaglia militare aeronautica di lunga navigazione aerea
La medaglia militare aeronautica di lunga navigazione aerea fu istituita nel Regno d'Italia con il regio decreto 31 agosto 1928, n. 2098 allo scopo di accordare uno speciale distintivo onorifico ai militari della Regia Aeronautica che si rendevano benemeriti per il lungo esercizio di volo.
La medaglia poteva essere di I grado (d'oro), di II grado (d'argento), o di III grado (di bronzo) ed era identica alla precedente, anche per quanto riguarda il nastro.
Con lo stesso decreto fu abrogata la norma istitutiva della precedente medaglia militare aeronautica.

### Criteri di eleggibilità
La medaglia era conferita ai militari di qualunque grado, sia in servizio che in congedo, che avevano compiuto globalmente, anche in più riprese, 20 anni di servizio aeronavigante per la medaglia di I grado, 15 anni per la medaglia di II grado e di 10 anni per la medaglia di III grado e che possedevano uno dei seguenti brevetti militari aeronautici:
- pilota militare di aeroplano o di idrovolante;
- osservatore militare di aeroplano o di idrovolante;
- ufficiale di bordo di dirigibile.

## Riforma del 1935
La normativa istitutiva del 1928 fu abrogata e la ricompensa nuovamente istituita con modifiche minori, con il regio decreto 19 dicembre 1938, n. 2364, poi modificato con il regio decreto 12 gennaio 1942, n. 233.
La medaglia militare aeronautica di lunga navigazione aerea continuò ad essere conferita dal Ministro dell'aeronautica ai militari di qualunque grado, in servizio o in congedo, che possedevano il brevetto di pilota militare di aeroplano o di idrovolante oppure di osservatore militare di aeroplano o di idrovolante e che avessero compiuto globalmente, anche in più riprese:
- 20 anni di servizio aeronavigante per la medaglia di I grado (d'oro),
- 15 anni per la medaglia di II grado (d'argento),
- 10 anni per la medaglia di III grado (di bronzo),

ed il numero di ore di volo minimo stabilito dal Ministero dell'aeronautica.
La medaglia di grado superiore sostituiva quella di grado inferiore.

## Repubblica italiana
La normativa del 1935 restò in vigore anche dopo la caduta della monarchia e la nascita della Repubblica italiana.

### Insegne
La versione "repubblicana" della medaglia fu definita ufficialmente nel 1953, essa consiste in un disco d'oro, argento o bronzo del diametro di 35,5 mm. che reca:
sul rectouna testa alata di donna (l'Italia), con corona turrita sulla quale è una stella a cinque punte, affiancata da cinque teste di aquila; in basso la parte superiore del globo terracqueo dietro un banco di nubi e la firma «P.MORBIDUCCI»; nel giro la dicitura «LUNGA NAVIGAZIONE AEREA» in basso e sulla destra;
sul versonei tre quinti superiori del campo, un'aquila ad ali spiegate che stringe fra gli artigli un ramo di quercia e con la testa rivolta a destra verso una stella a cinque punte, raggiante; sotto «REPUBBLICA ITALIANA»; in basso nel giro "Z" oppure "Z917" sulla medaglia d'oro.
Il nastro è di color celeste e reca al centro un'aquila ad ali spiegate, dello stesso metallo della medaglia.

### Medaglia di lunga navigazione aerea
Nel 2010 la normativa esistente è stata abrogata e la ricompensa riconfermata come medaglia di lunga navigazione aerea dal Codice dell'ordinamento militare, la relativa disciplina è contenuta nel Regolamento, entrambi in vigore dal 2010.

#### Criteri di eleggibilità
La medaglia è conferita dal Ministero della difesa al personale delle Forze Armate e della Guardia di Finanza in servizio o in congedo, in possesso del brevetto in regolare corso di validità di pilota o navigatore militare oppure di osservatore militare di velivolo e che abbia compiuto:
- 20 anni di effettivo servizio aeronavigante e 600 ore di volo per la medaglia di I grado in oro,
- 15 anni di effettivo servizio aeronavigante e 450 ore di volo per la medaglia di II grado in argento,
- 10 anni di effettivo servizio aeronavigante e 300 ore di volo per la medaglia di III grado in bronzo,

percependo le indennità di aeronavigazione per semestre.
La Medaglia di grado superiore sostituisce quella di grado inferiore.

#### Insegne
La medaglia va portata appesa ad un nastro di seta celeste chiaro, recante al centro un'aquila d'oro, d'argento o di bronzo.
Il Ministero della difesa rilascia i brevetti di autorizzazione a fregiarsi della medaglia.

### Versione per la Polizia di Stato
Con Decreto ministeriale del 5 giugno 1990 è stata istituita una nuova versione della medaglia per gli appartenenti alla Polizia di Stato: la medaglia al merito di lunga navigazione aerea in tre classi:
- I classe in oro per 20 anni di servizio aeronavigante e almeno 600 ore di volo;
- II classe in argento per 15 anni di servizio aeronavigante e almeno 450 ore di volo;
- III classe in bronzo per 10 anni di servizio aeronavigante e almeno 300 ore di volo.

#### Insegne
La medaglia consiste in un disco d'oro, argento o bronzo del diametro di 35 mm. che reca:
sul rectoil condor stilizzato raffigurato nello stemma del Servizio aereo della Polizia di Stato, contornato dalla dicitura «AL MERITO DI LUNGA NAVIGAZIONE AEREA»;
sul versouna corona chiusa composta per metà da fronde di alloro e per metà da fronde di quercia, fasciate ai quattro lati e contenente, racchiuso nella base inferiore, il fregio della Polizia di Stato, lungo il bordo superiore della corona la scritta «POLIZIA DI STATO»
La medaglia si porta al alto sinistro del petto appesa ad un nastro di seta color cremisi della larghezza di 37 mm., tramezzato da una lista in palo di colore azzurro della larghezza di 21 mm.
Il nastro reca al centro una stelletta dello stesso metallo della medaglia.

### Versione per il Corpo forestale dello Stato
Con Decreto ministeriale 444/298 del 27 luglio 2006 è stata istituita una nuova versione della ricompensa: la medaglia di lunga navigazione aerea in tre classi destinata agli appartenenti al Corpo forestale dello Stato che abbiano conseguito uno dei brevetti aeronautici riconosciuti dall'Amministrazione, secondo le seguenti modalità:
- I classe in oro per 20 anni di servizio aeronavigante e almeno 600 ore di volo;
- II classe in argento per 15 anni di servizio aeronavigante e almeno 450 ore di volo;
- III classe in bronzo per 10 anni di servizio aeronavigante e almeno 300 ore di volo.

La medaglia di classe superiore assorbe quelle di grado inferiore.

#### Insegne
La medaglia consiste in un disco d'oro, argento o bronzo del diametro di 36 mm. che reca:
sul rectoall'ingiro «LUNGA NAVIGAZIONE AEREA» e fronde di quercia, nel campo due aquile che spiccano il volo;
sul versol'emblema della Repubblica Italiana nel campo.
Nastro: della larghezza di mm 37, di colore celeste tramezzato da una lista in palo della larghezza di mm 12 composta da tre bande in palo nei colori bianco, verde, bianco della larghezza di mm 5 nelle bande bianche e di mm 2 nella banda verde.
Nastrino: nelle dimensioni di mm 37x10, nella lista, bande e colori del nastro, avrà nella parte mediana un'aquila nel colore corrispondente al grado.